# Adolph Boehm
Adolph Paul Boehm (* 4. September 1878 in Langenschwalbach; † 19. November 1911 in Charlottenburg) war ein deutscher Komponist.

## Leben und Wirken
Boehm war der Sohn eines Mediziners. Nach dem Besuch des Gymnasiums in Wiesbaden studierte er in Darmstadt und Dresden, später an Dr. Hoch’s Konservatorium in Frankfurt am Main. Unbefriedigt vom dortigen Unterricht verließ er das Konservatorium und vollendete seine Studien in der sächsischen Residenzstadt Dresden beim Musikwissenschaftler Johannes Schreyer.
Boehm hinterließ zahlreiche von ihm komponierte Lieder, Gesänge und Balladen, die für große Melodie und Eigenart bei seinen Zeitgenossen bekannt waren und u. a. im Verlag von C. F. Kaguth erschienen sind.